# Хольцер, Дженни
Дженни Хольцер (англ. Jenny Holzer; род. 29 июля 1950) — американская художница-неоконцептуалистка. Принадлежит к феминистскому направлению искусства, появившемуся в 1970-х годах. Одна из главных целей ее работы — проекция идей в публичные пространства. Ее крупномасштабные инсталляции включают в себя билборды, проекции на зданиях и прочих архитектурных сооружениях, и электронные дисплеи. Использование светодиодов стало ее наиболее заметной чертой, хотя ее работы намного более разнообразны и включают в себя уличные плакаты и знаки, каменные скамейки, картины, художественные фотографии, звуковые- и видеопроекты, интернет-проекты и даже гоночные автомобили.

## Образование
Первоначально Хольцер хотела стать абстрактной художницей, поэтому посещала курс общего искусства в университете Дьюка, затем курсы живописи, гравюры и рисования карандашом в Чикагском университете, и, наконец, в 1972 году окончила университет Огайо с дипломом бакалавра изобразительных искусств. Через два года она пошла на летние курсы в школе дизайна, и там же получила степень мастера изобразительных искусств.
В 1976 Дженни переехала на Манхэттен и присоединилась к независимым курсам Музея американского искусства Уитни, где началась ее работа с языком, инсталляциями и городским искусством. Она также была активной участницей группы художников под названием Colab.

## Творчество
Первые «городские» работы Хольцер назывались «Истины» (Truisms, 1977—1979), это одни из самых известных ее проектов. Truisms впервые появился на улицах в виде анонимных плакатов (черные слова, написанные курсивом на белой бумаге), наклеенных на здания и заборы по всему Манхэттену и его округе. На плакатах была по одной строчке: главные мысли из списка для чтения, который предлагался студентам независимых курсов Уитни. Она также напечатала некоторые из Truisms на футболках, стикерах и постерах, а также вырезала на каменных скамейках. Среди «Истин» Хольцер были такие фразы, как «злоупотребление властью не начинается неожиданно», «любой избыток аморален» и «свобода — это роскошь, а не данность». В конце 1980-х годов «уличные» работы Хольцер были включены в выставку «Социальные стратегии художниц» Лондонского института современного искусства.

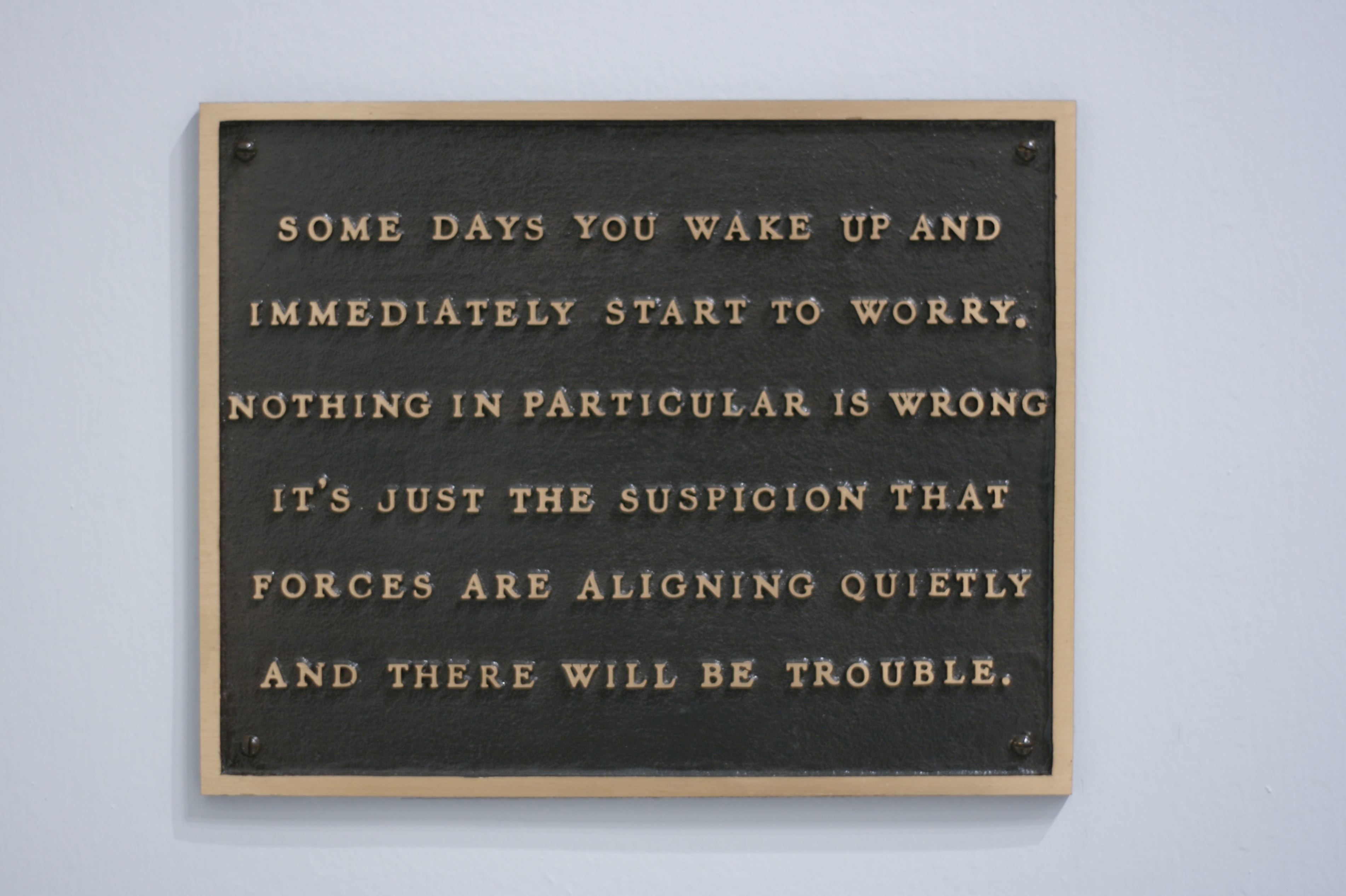
Табличка из серии Living

В 1981 году Дженни начала серию работ под названием Living (жизнь). На алюминиевых и бронзовых табличках (формат, в котором обычно обозначаются медицинские и правительственные здания) были напечатаны высказывания на тему повседневной жизни человека и таких простых вещей, как еда, сон, отношения. Эти таблички сопровождались иллюстрациями художника Петра Надина.
С 1979 по 1982 Дженни создала ряд плакатов с высказываниями под общим названием «Воспитательные эссе» (Inflammatory Essays), которые были расклеены по всему Нью-Йорку. На этот проект Хольцер вдохновили знаменитые политические деятели, в том числе Эмма Гольдман, Владимир Ленин и Мао Цзэдун. В 2018 году певица Лорд появилась на церемонии вручения Грэмми с пришитой к платью карточкой, содержащей одно из высказываний из Inflammatory Essays. На карточке было написано: «Радуйся! Мы живем в ужасные времена. Наберись смелости, потому что самое худшее это предвестник лучшего. Только ужаснейшие обстоятельства могут ускорить свержение угнетателя. Старое и коррумпированное должно быть отброшено до того, как справедливость сможет восторжествовать. Отрицание будет расти. Рассеянные семена возмущения ускорят приближение дня расплаты. Апокалипсис расцветёт».
Использование современных технологий стало основным методом Хольцер в 1982 году. Тогда она выставила свой первый большой электронный знак в Нью-Йоркском Таймс-сквере. Проект спонсировался «Фондом публичного искусства». Благодаря использованию новых технологий и доступу к одному из самых популярных мест города, Хольцер смогла охватить более широкую аудиторию, чем ей это удавалось раньше. Тексты последующей серии ее работ под названием «Выживание» (Survival, 1983—1985) обращались к боли, удовольствию и смехотворности жизни в современном обществе.
В 1986 Хольцер начала работать с камнем. В том же году прошла ее выставка в одной из галерей Нью-Йорка. На этой выставке зрители попадали в пространство, наполненное горизонтальными светодиодными знаками, а каменные скамьи с надписями вели к электронному алтарю. Хольцер продолжила работать в этом направлении и в 1989 году в музее Гуггенхема был установлен 163-метровый знак, образующий непрерывный круг, вращающийся при помощи парапета.
В 1989 Хольцер стала первой женщиной, которую выбрали в качестве представителя САШ на венецианской биеннале в Италии. А на 44-й биеннале в 1990 году ее светодиодные вывески и мраморные скамейки занимали важное место в павильоне американского искусства. Она также создала ряд постеров, шапок и футболок для продажи на улицах Вены. Ее инсталляция «Мать и дитя» присудили награду Leone D’Oro. Эта инсталляция сохранена и находится в Художественной галерей Олбрайт-Нокс.
Хотя в период с 1977 по 1993 Хольцер в основном писала тексты для своих работ сама, с 1993 она стала больше использовать высказывания других, в том числе таких авторов, как Вислава Шимборская, Эльфрида Елинек, Иехуда Амихай и Махмуд Дарвиш. А с 2010 Хольцер сосредоточилась на правительственных документах, касающихся Ирака и Ближнего Востока. В том числе Дженни использовала отрывки текстов из рассекреченных документов армии США. Например, ее большая светодиодная вывеска содержит отрывки из протоколов допросов военных, обвинённых в военных преступлениях и нарушении прав человека в тюрьме Абу-Грейб — таким образом делая публичным то, что когда-то было тайной, и разоблачая «военно-коммерческий развлекательный комплекс».
Чаще всего в своих работах Хельцер говорит о насилии, угнетении, феминизме, власти, войне и смерти, при этом используя риторику современных информационных систем. Ее цель — вынести на свет то, о чем думают, но не говорят.
Хольцер получила несколько престижных наград, в том числе награду от Чикагского института искусств (1982), Орден Искусств и литературы (2002) и Берлинскую награду (2000).

## Книги
- A Little Knowledge (1979)
- Black Book (1980)
- Hotel (1980)
- Living (1980)
- Eating Friends (1981)
- Eating Through Living (1981)
- Truisms and Essays (1983)
- The Venice Installation (1990)
- Die Macht des Wortes (2006)

## Избранные работы
- Living Series (ранние 1980-е)
- Under a Rock (1986)
- Da wo Frauen sterben, bin ich hellwach (1993)
- Please Change Beliefs (1995)
- Protect Me From What I Want
- Terminal 5 (октябрь 2004)
- For the City (2005)
- For Singapore (2006)
- For the Capitol (2007)
- I Was In Baghdad Ochre Fade (2007)
- For SAAM (2007)
- Redaction Paintings (2008)

## Постоянные инсталляции
- IT TAKES A WHILE BEFORE YOU CAN STEP OVER INERT BODIES AND GO AHEAD WITH WHAT YOU WERE TRYING TO DO. Из серии Living (1989), — 28 гранитных скамеек с надписями
- Installation for Aachen
- Green Table (1992) — широкий гранитный стол для пикника с надписями
- Installation for Schiphol (1995) — постоянная инсталляция в аэропорту Амстердама Схипхол
- Erlauf Peace Monument (1995)
- Allentown Benches
- Installation for the Guggenheim Museum Bilbao (1997)
- Oskar Maria Graf Memorial (1997)
- Ceiling Snake (1997) — 138 светодиодных табличек
- Bench (1997)
- Truisms
- Untitled (1999)
- Blacklist (1999)
- Historical Speeches (1999)
- The Black Garden of Nordhorn
- Installation for the U.S. Courthouse and Federal Building, Sacramento(1999)
- Wanås Wall (2002)
- Serpentine (2002)
- Untitled (2002)
- 125 Years (2003)
- For Pittsburgh (2005)
- For Elizabeth (2006)
- For 7 World Trade (2006)
- For Novartis (2006/07)
- VEGAS (2009)
- Bench (2011)
- 715 Molecules (2011)